# Bandırma (stad)
Bandırma is een stad in de Turkse provincie Balıkesir.
In 2008 telde Bandırma 111.494 inwoners.
Bandırma is een belangrijke overslaghaven voor de handel tussen Istanboel (100 km noordelijk per boot) en İzmir (270 km zuidelijk over de weg).

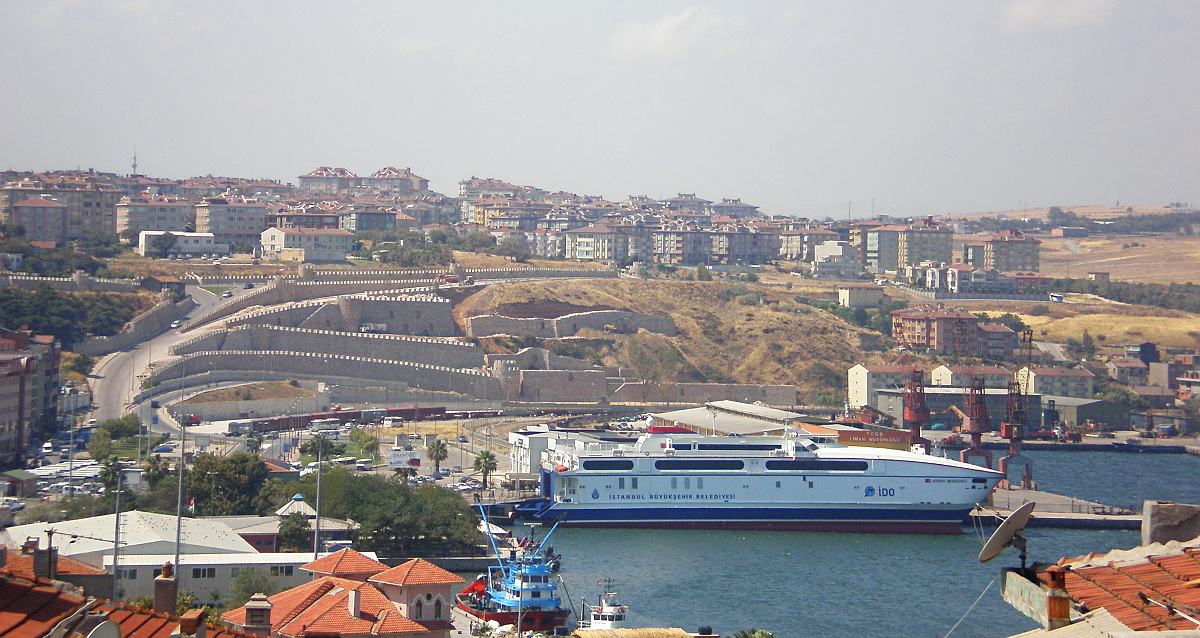
De haven van Bandırma